# オリンピック・マルセイユ
オリンピック・マルセイユ（仏: Olympique de Marseille、フランス語発音: [ɔlɛ̃pik də maʁsɛj], 現地発音: [ɔlɛ̃ˈpikə də maχˈsɛjə]; オック語: Olimpic de Marselha, 発音 [ulimˈpi de maʀˈsejɔ]）は、フランス・マルセイユに本拠地を置くプロサッカークラブ。OM（IPA: [o.ɛm], 現地発音: [oˈɛmə]）または単にマルセイユ（Marseille）としても知られる。

## 概要
フランスプロフットボールリーグ (LFP) のトップディヴィジョン・リーグ・アンに所属している。愛称はロエム (L'OM)、クラブのスローガンは "Droit Au But（ゴールへ一直線）" であり、エンブレムやユニフォームにその文字が窺える。
1899年に設立。リーグ・アンにおいては9回、UEFAチャンピオンズリーグにおいては1回の優勝経験がある。ル・クラスィク（またはフランスダービー）と呼ばれるパリ・サンジェルマンFCとの一戦はフランス中の注目を集める。またオリンピック・リヨンとの対戦はショック・ドゥ・オランピック（オリンピック・ダービー）と呼ばれる。
フランスのクラブとしてはパリ・サンジェルマンFCと共に欧州でも最も人気のあるサッカークラブの一つである（2006年の調査）。
2013年2月、『デロイト』が公表したデロイト・フットボール・マネー・リーグによると、2011-12シーズンのクラブ収入は1億4350万ユーロ（約161億円）であり、欧州第16位である。当時はフランスで最も収入の高いクラブであったが、2010年代は慢性的な財政難を抱えるようになり、2020年のランキングでは宿敵のパリ・サンジェルマンFCやオリンピック・リヨンに抜かれトップ20圏外となっている。

## 歴史

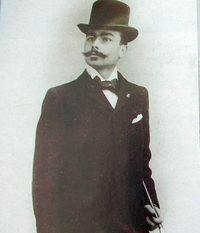
ルネ・デュフォール・ドゥ・モンミライユ

オランピク・ドゥ・マルセイユはフランスのスポーツ指導者ルネ・デュフォール・ドゥ・モンミライユによって総合スポーツクラブとして1892年に設立された。設立後の5年間はSporting Club, US Phocéenne and Football Club de Marseilleと呼ばれた。1899年に、ポカイアからのギリシャ人が25世紀前にマッサリア（現在のマルセイユ）に入植したことに敬意を表して、古代オリンピックから単語Olympiqueを取ってクラブ名を「Olympique de Marseille」とした。
当初は、ラグビーユニオンがクラブの最も重要なチームスポーツであり、 「Droit Au But」（ゴールへ一直線）という標語はラグビーから来ている。1898年からフランススポーツ競技連合（USFSA）に加盟し、イングランド人とドイツ人のおかげで1902年にようやくフットボールがプレーされるようになった。1904年、オランピク・ドゥ・マルセイユはマルセイユと近郊のチームが参加する初のChampionnat du Littoralで優勝し、第11回のフランス全国選手権で最終ラウンドに参加した。当時、「football」という単語はラグビーを意味しており、人々はサッカーを「Association」と呼んでいた。

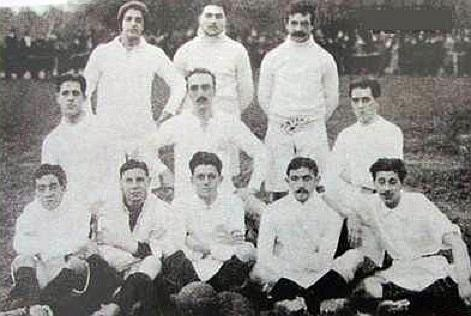
1911年のチーム

1920年代、オランピク・ドゥ・マルセイユはフランスで重要なチームとなり、1924年、1926年、1927年にクープ・ドゥ・フランスで優勝した。1929年にはClub Françaisを破り、フランス全国選手権で優勝した。

### 黄金期
1986年に会長に就任したベルナール・タピの豊富な財力により欧州王座を目標に、1980年代後半から1990年代初頭にかけてアラン・ジレス、カールハインツ・フェルスター、ジャン＝ピエール・パパン、クリス・ワドル、エンソ・フランチェスコリらを獲得、またディエゴ・マラドーナをも獲得すべく触手したが、獲得は出来なかった。リーグ4連覇、更に1990-91シーズンにUEFAチャンピオンズカップ決勝まで進出し、1991-92シーズンを最後にパパン、ワドルらが退団したが、ルディ・フェラーらを獲得した1992-93シーズン、UEFAチャンピオンズリーグ決勝でACミランをバジール・ボリのゴールで1-0と破り、同大会ではフランスのクラブとしては初の優勝を飾った。
しかし、リーグでの八百長発覚により1992-93シーズンのリーグ・アン優勝を剥奪され、同年のチャンピオンズリーグ優勝についても、タイトル自体は剥奪されなかったものの、チャンピオンとして活動する権利を奪われ、トヨタカップへの出場権が剥奪され、同時にタピの脱税などスキャンダルが相次ぎ、アレン・ボクシッチ、マルセル・デサイー、フランク・ソゼー、パウロ・フットレらがシーズン途中に移籍、シーズン終了後チームは八百長のペナルティーにより2部降格となった。1994-95シーズン、ディディエ・デシャン、ファビアン・バルテズら一部の主力選手は残留して優勝するも、ペナルティは続いたため昇格が認められず、1995-96シーズンに2位という結果で1部復帰を果たした。

### ドレフュス会長時代
1996年、フランス人実業家ロベール・ルイ・ドレフュスが会長に就任すると、移籍市場ではローラン・ブラン、ウィリアム・ギャラス、ファブリッツィオ・ラバネッリら実力者を次々に獲得してチームの立て直しと戦力強化を図る。
1998-99シーズン、自国開催のワールドカップ優勝メンバーだったクリストフ・デュガリーとロベール・ピレスがチームに加入。リーグでは2位、UEFAカップでは決勝へ進出するも、ブランのバックパスミスからの失点などでパルマ相手に敗れて準優勝。
1999-00シーズン、ブランをインテルへ放出したことで、チームのバランスが崩れてリーグでは低迷する。UEFAチャンピオンズリーグでは2次グループリーグラウンドまで進出するもラツィオ、チェルシーFC、フェイエノールトと同組となり最下位での敗退。主力選手を次々に放出したことで戦力低下し、以降リーグ優勝から遠ざかった。
2001年には元会長のタピがスポーツディレクターとして復帰。アフリカの有望選手や若手など積極的に補強するも低迷は続いた。リーグ・アンにおける2000年代はリヨンが2001-02シーズン以降2007-08シーズンまで7連覇を記録したが、その間もリーグ・アンの平均観客動員数1位の座はマルセイユが守り続けていた。近年は安定して5万人を超える平均観客動員数を誇っており（2003-04から2007-08シーズン間の過去5シーズンで4シーズン達成）、フランス国内における人気の程が覗える。

### 過渡期
2004-05シーズンには元日本代表監督のフィリップ・トルシエが指揮を執り、その縁もあって中田浩二も在籍した。
欧州カップ戦においては、2003-04、2007-08シーズンにチャンピオンズリーグに出場をしているが、いずれもグループリーグラウンドで敗退を喫している。もっとも2003-04シーズンでは、出場したチャンピオンズリーグのグループリーグで3位に入り、決勝トーナメントより出場の権利を得たUEFAカップにて準優勝（決勝でバレンシアに0-2で敗れる）しており、2000年代の欧州カップ戦において目覚しい活躍がないわけではない。
2006-07シーズンはリヨンに次ぐ2位に入り、4シーズンぶりのUEFAチャンピオンズリーグ出場権を獲得したものの、首位リヨンとの勝ち点差は17であった。MFフランク・リベリーをバイエルン・ミュンヘンに約49億円の移籍金で移籍させ、MFカリム・ジアニ、MFボウデヴィン・ゼンデン、MFブノワ・シェイル、DFガエル・ジヴェなどを獲得した。しかし、開幕から不振が続き、2007年9月にアルベール・エモン監督が解任された。一時期は19位まで低迷したチームを後任のエリック・ゲレツ監督が立て直し、GKセドリック・カラッソからポジションを奪ったGKスティーヴ・マンダンダなどが台頭し、UEFAチャンピオンズリーグ出場権を獲得した。
2008年夏にはMFサミル・ナスリをアーセナルに放出したが、ライバルのリヨンからMFハテム・ベン・アルファを獲得した。DFイウトン、FWバカリ・コネなどの新戦力がレギュラーに定着し、2009年1月にシャフタール・ドネツクから獲得したFWブランドンが後半戦だけで7得点するなど、新加入選手が軒並み期待通りの働きを見せた。31節から35節まで首位を守り、ボルドー、リヨンと最終節まで優勝を争ったが、勝ち点3差で優勝を逃した。しかし、敗戦数は2007-08シーズンの10から5に減らした。

### 久方ぶりの歓喜
2009年7月4日、約13年間に渡ってクラブの筆頭株主であったロベール・ルイ・ドレフュスが白血病により死去した。遺言により夫人のマルガリータ・ルイ・ドレフュスがクラブ株式を相続し筆頭株主となった。2009年夏、クラブのアイドルであるディディエ・デシャンを監督に招聘し、MFルイス・ゴンサレス、DFガブリエル・エインセ、DFスレイマン・ディアワラ、FWフェルナンド・モリエンテスなど大型補強を施した。UEFAチャンピオンズリーグからの敗退が決まってからは尻上がりに調子を上げ、リーグカップ優勝で18シーズンぶりのタイトルを獲得するとリーグ優勝も果たした。
2010年夏、セサル・アスピリクエタを補強していたマルセイユは移籍期限直前にトゥールーズFCからFWアンドレ＝ピエール・ジニャック、OGCニースからFWロイク・レミーの2人を約3000万ユーロの資金を使って補強した。この年は1992-93年度以来18年ぶりにチャンピオンズリーグで決勝トーナメントに進出。リーグ戦は2連覇こそ逃したものの、5年連続でチャンピオンズリーグ出場権を獲得、リーグカップ2連覇も果たした。

### 低迷期
2011年夏、ガブリエル・エインセ、エドゥアール・シセ、そしてチーム最古参選手だったタイエ・タイウォが退団。ボルドーからMFアルー・ディアラ、FCロリアンからDFジェレミー・モレル、MFモルガン・アマルフィターノ、ASモナコからDFニコラ・ヌクルが入団した。しかしこのシーズンも序盤では不振で、第7節のETG戦がリーグ戦初勝利であった。シーズン中盤にはリーグ戦13試合不敗という記録を残したが、後半戦になって成績が低迷し、サポーターのストライキもしばしばあった。リーグでは10位という結果に終わったが、チャンピオンズリーグではインテル・ミラノを破ってベスト8に進出した。また、リーグカップ3連覇も果たした。
2012年夏、監督のディディエ・デシャンがフランス代表監督に就任し、代わりにエリ・ボーを招聘。しかしCL出場権も逃し、財政難に見舞われていたマルセイユは、緊縮財政でセサル・アスピリクエタをチェルシーへ、アルー・ディアラをウェストハム・ユナイテッドFCへ、ステファーヌ・エムビアをクイーンズ・パーク・レンジャーズFC(QPR)へ放出。QPRから元イングランド代表MFジョーイ・バートンをレンタルで獲得した。
2014年5月2日、マルセロ・ビエルサが2014-2015シーズンからの監督就任が合意したことを発表した。戦術マニアと評されるビエルサに率いられたチームは得点ランキング2位となる21ゴールを挙げたFWアンドレ＝ピエール・ジニャックや、ディミトリ・ペイェらが活躍し、シーズンを4位で終える。
2015-16シーズン、ディミトリ・パイェをウェストハム・ユナイテッドFC、マリオ・レミナをユヴェントスに、ジャネリ・インビュラをFCポルト、アンドレ・アイェウをスウォンジー・シティ、フロリアン・トヴァンをニューカッスル・ユナイテッドに放出し、一方ニューカッスルからレミ・カベッラを獲得したのを始め、ロランド・フォンセカ、カリム・レキクなどを獲得した。しかし2015年8月の第1節SMカーン戦の敗戦後にビエルサが電撃辞任する波乱の幕開けとなる。クラブは急遽、前オリンピアコスFC監督のミチェルを新監督に招聘し、2016年冬の移籍市場でトヴァンをレンタルで復帰させるも、前シーズンの立役者であったジニャックの退団などの影響もあり低迷。2016年4月の第34節時点で15位という極度の成績不振により、フランス・カップ準決勝の前夜にミチェルを解任、後任にはアシスタントコーチを務めていたフランク・パッシを昇格させた。フランス・カップは9年ぶりに決勝戦に進出したがパリ・サンジェルマンに4-2で敗れた。リーグでは13位となり、これはクラブにとって15年間で最悪の結果となった。シーズン終盤にはサポーターによる抗議行動なども起こった中、2016年4月にマルガリータ・ルイ・ドレフュスがクラブの身売りの意向を表明、7月にはヴァンサン・ラブルン会長も辞任した。

### 新たなオーナーと再生
2016-17シーズンをフランク・パッシ暫定監督のもとでスタートさせ、夏の移籍市場では多くの主要選手を売却しクラブ売却のため財政的な清算を進めた。長年チームを支えていたGKスティーヴ・マンダンダはクリスタル・パレスへ、前シーズンに台頭したFWミシー・バチュアイをクラブ最高額となる4000万ユーロでチェルシーへ売却した。補強面ではハノーファー96からDF酒井宏樹、スウォンジ・シティからバフェティンビ・ゴミスらを獲得した。
2016年8月、かつてMLBのロサンゼルス・ドジャースのオーナーを務めたアメリカ人実業家フランク・マッコートによるクラブ買収の合意が発表された。同年10月に正式に調印され、マッコートにクラブ株式の95％が4,500万ユーロで譲渡され、ドレフュス家は引き続き5％を保有することとなった。フランス人実業家でユーロディズニーやインターネット事業の経営に携わっていたジャック＝アンリ・エイローが新会長に就任。またシーズン第9節時点で12位と低迷していたフランク・パッシを解任し、新監督に元ASローマ監督のリュディ・ガルシアを起用、アンドニ・スビサレッタをスポーツディレクターに任命した。冬の移籍市場ではユヴェントスからDFパトリス・エヴラを獲得。ストライカーのバフェティンビ・ゴミスが21ゴール、フロリアン・トヴァンが15ゴールを挙げ、リーグ順位は5位となりUEFAヨーロッパリーグ出場権を獲得した。
2017-18シーズンは、セビージャからDFアディル・ラミ、ヴォルフスブルクからMFルイス・グスタヴォ、モナコ所属のFWヴァレール・ジェルマンを獲得。またGKスティーヴ・マンダンダが1年ぶりに復帰した。また冬の移籍市場でディミトリ・ペイェが1年半ぶりに復帰した。リーグ・アンは22勝で最終順位は4位。またヨーロッパリーグでは準決勝でレッドブル・ザルツブルクを3-2で破り、2004年のバレンシア戦以来14年ぶりの欧州カップ戦の決勝進出を果たしたが、ファイナルではアトレティコ・マドリードに0-3で敗れた。
2018年夏、チームの主力であったMFザンボ・アンギサをフラムFCに売却し、後釜としてガルシア監督下のASローマでプレーしていたオランダ代表MFケヴィン・ストロートマンをクラブ史上2番目の移籍金で獲得した。しかしヨーロッパリーグはグループステージで敗退、2018-19シーズンのリーグ・アンは18勝7分13敗の5位に終わり、リュディ・ガルシアは監督を辞任した。
2019年5月、新監督にアンドレ・ビラス・ボアスが就任した。9000万ユーロを超える赤字を抱えるマルセイユは、ロランド・フォンセカ、バロテッリ、アイメン・アブデヌール、アディル・ラミ、トマーシュ・フボチャン、ルイス・グスタヴォらを放出または契約延長せず、2019-20シーズンを迎えたが、世界的なコロナウイルスの大流行のために10試合を残した3月8日の第28節でシーズン終了となり、16勝を挙げたマルセイユは一試合平均勝点による順位決定方式で2位となった。この結果、2013-14シーズン以来のUEFAチャンピオンズリーグ出場権を得た。
2020年6月19日、UEFAクラブ財務管理機関は、1年前に署名された合意に従わなかったことを理由に、マルセイユに300万ユーロの罰金と、2020-21〜2021-22シーズンのUEFAヨーロッパ大会への参加にともなう収入の15％の徴収を課し、2022-23シーズンまでクラブの登録選手人数に制限を加えると発表した。
2020-2021シーズン、アンドニ・スビサレッタがスポーツディレクターを退任し、バレンシアCFの近年の躍進を支えたスポーツディレクターであったパブロ・ロンゴリアが後任となった。夏の移籍市場では、若手のDFレオナルド・バレルディ（ボルシア・ドルトムントからローン移籍）やMFパプ・ゲイェ、フリー移籍でベテランDF長友佑都を獲得した。

## ユニフォーム
オリンピック・マルセイユのホームユニフォームは白を基調とし、襟や手首部分にチームカラーの水色のストライプが入る。アウェイユニフォームはチームカラーの水色を基調としている。
| \| 1932-1935 \| 1971-1972 \| 1987-1989 \| 1989-1991 \| 1991-1994 \| 1994-1996 \| 1996-1997 \| 1997-1998 \| 1998-1999 \| 1999-2000 \| \| 2000-2001 \| 2001-2002 \| 2002-2003 \| 2003-2004 \| 2004-2005 \| 2005-2006 \| 2006-2007 \| 2007-2008 \| 2008-2009 \| 2009-2010 \| \| 2010-2011 \| 2011-2012 \| 2012-2013 \| 2013-2014 \| 2014-2015 \| 2015-2016 \| 2016-2017 \| 2017-2018 \| 2018–2019 \| \| |           |           |           |           |           |           |           |           |           |
| 1932-1935 | 1971-1972 | 1987-1989 | 1989-1991 | 1991-1994 | 1994-1996 | 1996-1997 | 1997-1998 | 1998-1999 | 1999-2000 |
| 2000-2001 | 2001-2002 | 2002-2003 | 2003-2004 | 2004-2005 | 2005-2006 | 2006-2007 | 2007-2008 | 2008-2009 | 2009-2010 |
| 2010-2011 | 2011-2012 | 2012-2013 | 2013-2014 | 2014-2015 | 2015-2016 | 2016-2017 | 2017-2018 | 2018–2019 |           |

| \| 1986-1988 \| 1989-1991 \| 1992-1994 \| 1996-1997 \| 1997-1998 \| 1998-1999 \| 1999-2000 \| 2000-2001 \| 2001-2002 \| 2002-2003 \| \| 2003-2004 \| 2004-2005 \| 2005-2006 \| 2006-2007 \| 2007-2008 \| 2008-2009 \| 2009-2010 \| 2010-2011 \| 2011-2012 \| 2012-2013 \| \| 2013-2014 \| 2014-2015 \| 2015-2016 \| 2016-2017 \| 2017-2018 \| 2018–2019 \| \| \| \| \| |           |           |           |           |           |           |           |           |           |
| 1986-1988 | 1989-1991 | 1992-1994 | 1996-1997 | 1997-1998 | 1998-1999 | 1999-2000 | 2000-2001 | 2001-2002 | 2002-2003 |
| 2003-2004 | 2004-2005 | 2005-2006 | 2006-2007 | 2007-2008 | 2008-2009 | 2009-2010 | 2010-2011 | 2011-2012 | 2012-2013 |
| 2013-2014 | 2014-2015 | 2015-2016 | 2016-2017 | 2017-2018 | 2018–2019 |           |           |           |           |

| \| 1997-1998 \| 1998-1999 \| 1999-2000 \| 2000-01 \| 2002-2003 \| 2003-2004 \| 2004-2005 \| 2005-2006 \| 2006-2007 \| 2007-2008 \| 2008-2009 \| \| 2009-2010 \| 2010-2011 \| 2011-2012 \| 2011-2012 \| 2012-2013 \| 2012-2013 \| 2013-2014 \| 2013-2014 \| 2014-2015 \| 2014-2015 \| 2015-2016 \| \| 2016-2017 \| 2017-2018 \| 2018–2019 \| \| \| \| \| \| \| \| \| |           |           |           |           |           |           |           |           |           |           |
| 1997-1998 | 1998-1999 | 1999-2000 | 2000-01   | 2002-2003 | 2003-2004 | 2004-2005 | 2005-2006 | 2006-2007 | 2007-2008 | 2008-2009 |
| 2009-2010 | 2010-2011 | 2011-2012 | 2011-2012 | 2012-2013 | 2012-2013 | 2013-2014 | 2013-2014 | 2014-2015 | 2014-2015 | 2015-2016 |
| 2016-2017 | 2017-2018 | 2018–2019 |           |           |           |           |           |           |           |           |

## ライバル
ル・クラスィク（ザ・クラシックの意、フランス・ダービーやル・クラシコとも呼ばれる）は、パリ・サンジェルマンFCとオリンピック・マルセイユの間で行われるダービーマッチの名称で、フランスにおけるナショナル・ダービーである。対戦の名称は、レアル・マドリードとFCバルセロナ（ともにスペイン）が対戦するエル・クラシコに由来している。
PSGとマルセイユのライバル意識が1980年代後半から1990年代初頭にかけて激しさを増すと、有料テレビ局でPSGの元オーナー・Canal+とマルセイユのベルナール・タピ会長が両者の対立を煽り、フランス中のサッカーファンにとって興味深い試合に仕立て上げた。両クラブはスタッド・ヴェロドローム（マルセイユ）とパルク・デ・プランス（PSG）という世界クラスのスタジアムを持ち、白熱した雰囲気や熱烈なサポーターを持つことで名高い。両クラブのサポーターは憎しみ合っており、両クラブサポーターの衝突を防ぐために万全の警備体制が敷かれるが、それでも両者が出会うと暴力事件に事欠かない。

マルセイユの国章

それぞれの本拠地であるパリとマルセイユは、フランスで最も大きな2都市である。両クラブのタイトル数を合わせると、リーグ・アンで11回優勝、クープ・ドゥ・フランスで18回優勝、クープ・ドゥ・ラ・リーグで6回優勝、トロフェ・デ・シャンピオンで5回優勝している。ヨーロッパの主要大会で優勝経験があるのは、PSG（1995-96シーズンのUEFAカップウィナーズカップ）とマルセイユ（1992-93シーズンのUEFAチャンピオンズリーグ）のみである。両者がリーグ・アンの覇権を握っており、真に全国的なクラブであり忠実で情熱的なファンクラブを持つ。

## タイトル

### 国内タイトル
- リーグ・アン（ディヴィジョン1）：9回
  - 1936-37, 1947-48, 1970-71, 1971-72, 1988-89, 1989-90, 1990-91, 1991-92, 2009-10
- リーグ・ドゥ（ディヴィジョン2）：1回
  - 1994-95
- クープ・ドゥ・フランス：10回
  - 1923-24, 1925-26, 1926-27, 1934-35, 1937-38, 1942-43, 1968-69, 1971-72, 1975-76, 1988-89
- クープ・ドゥ・ラ・リーグ：3回
  - 2009-10, 2010-11, 2011-12
- トロフェ・デ・シャンピオン：3回
  - 1971, 2010, 2011
- クープ・シャルル・ドラゴ：1回
  - 1957

### 国際タイトル
- UEFAチャンピオンズリーグ：1回 
  - 1992-93
- UEFAインタートトカップ：2回
  - 2005, 2006

## 過去の成績
| シーズン | リーグ戦              | リーグ戦 | リーグ戦 | リーグ戦 | リーグ戦 | リーグ戦 | リーグ戦 | リーグ戦 | リーグ戦 | カップ戦     | リーグ杯     | 欧州カップ | 欧州カップ   |
| シーズン | ディビジョン          | 試       | 勝       | 分       | 敗       | 得       | 失       | 点       | 順位     | カップ戦     | リーグ杯     | 欧州カップ | 欧州カップ   |
| -------- | --------------------- | -------- | -------- | -------- | -------- | -------- | -------- | -------- | -------- | ------------ | ------------ | ---------- | ------------ |
| 1968-69  | ディヴィジョン・アン  | 34       | 12       | 9        | 13       | 51       | 48       | 33       | 7位      | 優勝         | 存在せず     |            |              |
| 1969-70  | ディヴィジョン・アン  | 34       | 18       | 9        | 7        | 75       | 41       | 45       | 2位      | ベスト64     | 存在せず     | CWC        | 準々決勝敗退 |
| 1970-71  | ディヴィジョン・アン  | 38       | 23       | 9        | 6        | 94       | 48       | 55       | 1位      | 準決勝敗退   | 存在せず     |            |              |
| 1971-72  | ディヴィジョン・アン  | 38       | 24       | 8        | 6        | 78       | 37       | 56       | 1位      | 優勝         | 存在せず     | FC         | 2回戦敗退    |
| 1972-73  | ディヴィジョン・アン  | 38       | 19       | 10       | 9        | 64       | 37       | 48       | 3位      | 準々決勝敗退 | 存在せず     | FC         | 1回戦敗退    |
| 1973-74  | ディヴィジョン・アン  | 38       | 13       | 9        | 16       | 58       | 62       | 35       | 12位     | ベスト64     | 存在せず     | UC         | 2回戦敗退    |
| 1974-75  | ディヴィジョン・アン  | 38       | 18       | 9        | 11       | 65       | 45       | 45       | 2位      | 準々決勝敗退 | 存在せず     |            |              |
| 1975-76  | ディヴィジョン・アン  | 38       | 20       | 1        | 17       | 60       | 60       | 41       | 9位      | 優勝         | 存在せず     | UC         | 1回戦敗退    |
| 1976-77  | ディヴィジョン・アン  | 38       | 14       | 8        | 16       | 48       | 63       | 36       | 12位     | ベスト64     | 存在せず     | CWC        | 1回戦敗退    |
| 1977-78  | ディヴィジョン・アン  | 38       | 20       | 7        | 11       | 70       | 41       | 47       | 4位      | 準々決勝敗退 | 存在せず     |            |              |
| 1978-79  | ディヴィジョン・アン  | 38       | 12       | 13       | 13       | 50       | 55       | 37       | 12位     | 準々決勝敗退 | 存在せず     |            |              |
| 1979-80  | ディヴィジョン・アン  | 38       | 9        | 6        | 23       | 45       | 78       | 24       | 19位     | ベスト64     | 存在せず     |            |              |
| 1980-81  | ディヴィジョン・ドゥA | 34       | 16       | 7        | 11       | 40       | 33       | 39       | 6位      | 6回戦敗退    | 存在せず     |            |              |
| 1981-82  | ディヴィジョン・ドゥA | 34       | 14       | 15       | 5        | 48       | 33       | 43       | 3位      | ベスト16     | 存在せず     |            |              |
| 1982-83  | ディヴィジョン・ドゥB | 34       | 16       | 9        | 9        | 38       | 24       | 41       | 4位      | ベスト32     | 存在せず     |            |              |
| 1983-84  | ディヴィジョン・ドゥA | 36       | 22       | 12       | 2        | 92       | 32       | 34       | 1位      | ベスト64     | 存在せず     |            |              |
| 1984-85  | ディヴィジョン・アン  | 38       | 13       | 5        | 20       | 51       | 67       | 31       | 17位     | ベスト32     | 存在せず     |            |              |
| 1985-86  | ディヴィジョン・アン  | 38       | 11       | 12       | 15       | 43       | 39       | 34       | 12位     | 準優勝       | 存在せず     |            |              |
| 1986-87  | ディヴィジョン・アン  | 38       | 18       | 13       | 7        | 52       | 33       | 49       | 2位      | 準優勝       | 存在せず     |            |              |
| 1987-88  | ディヴィジョン・アン  | 38       | 18       | 5        | 15       | 49       | 43       | 41       | 6位      | ベスト64     | 存在せず     | CWC        | 準決勝敗退   |
| 1988-89  | ディヴィジョン・アン  | 38       | 20       | 13       | 5        | 56       | 35       | 73       | 1位      | 優勝         | 存在せず     |            |              |
| 1989-90  | ディヴィジョン・アン  | 38       | 22       | 9        | 7        | 75       | 34       | 53       | 1位      | 準決勝敗退   | 存在せず     | FC         | 準決勝敗退   |
| 1990-91  | ディヴィジョン・アン  | 38       | 22       | 11       | 5        | 67       | 28       | 55       | 1位      | 準優勝       | 存在せず     | FC         | 準優勝       |
| 1991-92  | ディヴィジョン・アン  | 38       | 23       | 12       | 3        | 67       | 21       | 58       | 1位      | 準決勝敗退   | 存在せず     | FC         | 2回戦敗退    |
| 1992-93  | ディヴィジョン・アン  | 38       | 22       | 9        | 7        | 71       | 36       | 53       | 1位      | 準々決勝敗退 | 存在せず     | CL         | 優勝         |
| 1993-94  | ディヴィジョン・アン  | 38       | 19       | 13       | 6        | 56       | 33       | 51       | 2位      | 準々決勝敗退 | 存在せず     |            |              |
| 1994-95  | ディヴィジョン・ドゥ  | 42       | 25       | 9        | 8        | 72       | 34       | 84       | 1位      | 準決勝敗退   | 1回戦敗退    | UC         | 2回戦敗退    |
| 1995-96  | ディヴィジョン・ドゥ  | 42       | 23       | 11       | 8        | 69       | 35       | 80       | 2位      | 準決勝敗退   | 準々決勝敗退 |            |              |
| 1996-97  | ディヴィジョン・アン  | 38       | 12       | 13       | 13       | 43       | 48       | 49       | 11位     | ベスト64     | ベスト16     |            |              |
| 1997-98  | ディヴィジョン・アン  | 34       | 16       | 9        | 9        | 47       | 27       | 57       | 4位      | ベスト16     | 準々決勝敗退 |            |              |
| 1998-99  | ディヴィジョン・アン  | 34       | 21       | 8        | 5        | 56       | 28       | 71       | 2位      | ベスト32     | ベスト32     | UC         | 準優勝       |
| 1999-00  | ディヴィジョン・アン  | 34       | 9        | 15       | 10       | 45       | 45       | 42       | 15位     | ベスト32     | ベスト32     | CL         | 2次GL敗退    |
| 2000-01  | ディヴィジョン・アン  | 34       | 11       | 7        | 16       | 31       | 40       | 40       | 15位     | ベスト32     | ベスト32     |            |              |
| 2001-02  | ディヴィジョン・アン  | 34       | 11       | 11       | 12       | 34       | 39       | 44       | 9位      | ベスト16     | ベスト16     |            |              |
| 2002-03  | リーグ・アン          | 38       | 19       | 8        | 11       | 41       | 36       | 65       | 3位      | ベスト32     | 準決勝敗退   |            |              |
| 2003-04  | リーグ・アン          | 38       | 17       | 6        | 15       | 51       | 45       | 57       | 7位      | ベスト32     | ベスト16     | CL         | GS敗退       |
| 2003-04  | リーグ・アン          | 38       | 17       | 6        | 15       | 51       | 45       | 57       | 7位      | ベスト32     | ベスト16     | UC         | 準優勝       |
| 2004-05  | リーグ・アン          | 38       | 15       | 10       | 13       | 47       | 42       | 55       | 5位      | ベスト64     | ベスト32     |            |              |
| 2005-06  | リーグ・アン          | 38       | 16       | 12       | 10       | 44       | 35       | 60       | 5位      | 準優勝       | ベスト32     | UIC        | 優勝         |
| 2005-06  | リーグ・アン          | 38       | 16       | 12       | 10       | 44       | 35       | 60       | 5位      | 準優勝       | ベスト32     | UC         | ベスト16     |
| 2006-07  | リーグ・アン          | 38       | 19       | 7        | 12       | 53       | 38       | 64       | 2位      | 準優勝       | ベスト16     | UIC        | 優勝         |
| 2006-07  | リーグ・アン          | 38       | 19       | 7        | 12       | 53       | 38       | 64       | 2位      | 準優勝       | ベスト16     | UC         | 1回戦敗退    |
| 2007-08  | リーグ・アン          | 38       | 17       | 11       | 10       | 58       | 45       | 62       | 3位      | ベスト16     | 準々決勝敗退 | CL         | GS敗退       |
| 2007-08  | リーグ・アン          | 38       | 17       | 11       | 10       | 58       | 45       | 62       | 3位      | ベスト16     | 準々決勝敗退 | UC         | ベスト16     |
| 2008-09  | リーグ・アン          | 38       | 22       | 11       | 5        | 67       | 35       | 77       | 2位      | ベスト32     | ベスト32     | CL         | GS敗退       |
| 2008-09  | リーグ・アン          | 38       | 22       | 11       | 5        | 67       | 35       | 77       | 2位      | ベスト32     | ベスト32     | UC         | 準々決勝敗退 |
| 2009-10  | リーグ・アン          | 38       | 23       | 9        | 6        | 69       | 36       | 78       | 1位      | ベスト32     | 優勝         | CL         | GS敗退       |
| 2009-10  | リーグ・アン          | 38       | 23       | 9        | 6        | 69       | 36       | 78       | 1位      | ベスト32     | 優勝         | EL         | ベスト16     |
| 2010-11  | リーグ・アン          | 38       | 18       | 14       | 6        | 62       | 39       | 68       | 2位      | ベスト64     | 優勝         | CL         | ベスト16     |
| 2011-12  | リーグ・アン          | 38       | 12       | 12       | 14       | 45       | 41       | 48       | 10位     | 準々決勝敗退 | 優勝         | CL         | 準々決勝敗退 |
| 2012-13  | リーグ・アン          | 38       | 21       | 8        | 9        | 42       | 36       | 71       | 2位      | ベスト16     | ベスト16     | EL         | GS敗退       |
| 2013-14  | リーグ・アン          | 38       | 16       | 12       | 10       | 53       | 40       | 60       | 6位      | ベスト32     | 準々決勝敗退 | CL         | GS敗退       |
| 2014-15  | リーグ・アン          | 38       | 21       | 6        | 11       | 76       | 42       | 69       | 4位      | ベスト64     | 3回戦敗退    |            |              |
| 2015-16  | リーグ・アン          | 38       | 10       | 12       | 10       | 48       | 42       | 48       | 13位     | 準優勝       | 準々決勝敗退 | EL         | ベスト32     |
| 2016-17  | リーグ・アン          | 38       | 17       | 11       | 10       | 57       | 41       | 62       | 5位      | ベスト16     | ベスト16     |            |              |
| 2017-18  | リーグ・アン          | 38       | 22       | 11       | 5        | 80       | 47       | 77       | 4位      | 準々決勝敗退 | ベスト16     | EL         | 準優勝       |
| 2018-19  | リーグ・アン          | 38       | 18       | 7        | 13       | 60       | 52       | 61       | 5位      | ベスト64     | ベスト16     | EL         | GS敗退       |
| 2019-20  | リーグ・アン          | 28       | 16       | 8        | 4        | 41       | 29       | 56       | 2位      | 準々決勝敗退 | ベスト32     |            |              |
| 2020-21  | リーグ・アン          | 38       | 16       | 12       | 10       | 54       | 47       | 60       | 5位      | ベスト32     | 大会廃止     | CL         | GS敗退       |
| 2021-22  | リーグ・アン          | 38       | 21       | 8        | 9        | 63       | 38       | 71       | 2位      | 準々決勝敗退 | 大会廃止     | EL         | GS敗退       |
| 2021-22  | リーグ・アン          | 38       | 21       | 8        | 9        | 63       | 38       | 71       | 2位      | 準々決勝敗退 | 大会廃止     | ECL        | 準決勝敗退   |
| 2022-23  | リーグ・アン          | 38       | 22       | 7        | 8        | 67       | 40       | 73       | 3位      | 準々決勝敗退 | 大会廃止     | CL         | GS敗退       |
| 2023-24  | リーグ・アン          | 38       | 13       | 11       | 10       | 52       | 41       | 50       | 8位      | ベスト32     | 大会廃止     | EL         | 準決勝敗退   |

## 現所属メンバー
リーグ・アン2024-2025シーズン 基本フォーメーション (4-2-3-1)
2025年5月17日現在
注：選手の国籍表記はFIFAの定めた代表資格ルールに基づく。
| No. | Pos. |                    | 選手名                      |
| --- | ---- | ------------------ | --------------------------- |
| 1   | GK   | アルゼンチン       | ヘロニモ・ルジ ()           |
| 3   | DF   | フランス           | カンタン・メルラン          |
| 4   | DF   | イタリア           | ルイス・フェリペ ()         |
| 5   | DF   | アルゼンチン       | レオナルド・バレルディ ()   |
| 6   | DF   | スイス             | ウリセス・ガルシア ()       |
| 8   | FW   | フランス           | ニール・モペイ              |
| 9   | FW   | アルジェリア       | アミーヌ・グイリ            |
| 10  | FW   | イングランド       | メイソン・グリーンウッド () |
| 11  | MF   | モロッコ           | アミーヌ・アリ ()           |
| 12  | GK   | オランダ           | ジェフリー・デ・ランゲ      |
| 13  | DF   | カナダ             | デレク・コーネリアス ()     |
| 14  | FW   | カメルーン         | ファリス・ムムバニャ        |
| 17  | GK   | イングランド       | ジョナサン・ロウ ()         |
| 19  | MF   | 中央アフリカ共和国 | ジョフレイ・コンドグビア () |

| No. | Pos. |                          | 選手名                              |
| --- | ---- | ------------------------ | ----------------------------------- |
| 21  | MF   | フランス                 | ヴァランタン・ロンジェ              |
| 22  | MF   | アルジェリア             | イスマエル・ベナセル ()             |
| 23  | MF   | デンマーク               | ピエール・エミール・ホイビュルク () |
| 25  | MF   | フランス                 | アドリアン・ラビオ                  |
| 26  | MF   | フランス                 | ビラル・ナディル ()                 |
| 29  | DF   | スペイン                 | ポル・リロラ                        |
| 36  | GK   | スペイン                 | ルベン・ブランコ                    |
| 40  | MF   | ベルギー                 | イェレ・ファン・ネック              |
| 44  | FW   | ブラジル                 | ルイス・エンリケ                    |
| 50  | FW   | フランス                 | ダリス・バコラ ()                   |
| 62  | DF   | パナマ                   | ミチャエル・アミル・ムリージョ      |
| 77  | DF   | ボスニア・ヘルツェゴビナ | アマル・デディッチ                  |
| 99  | DF   | コンゴ民主共和国         | シャンセル・エンベンバ              |

監督
- ロベルト・デ・ゼルビ

### レンタル移籍
in
注：選手の国籍表記はFIFAの定めた代表資格ルールに基づく。
| No. | Pos. |                  | 選手名                    |
| --- | ---- | ---------------- | ------------------------- |
| 18  | DF   | コートジボワール | バモ・メイテ (ロリアン)() |

| No. | Pos. |              | 選手名                        |
| --- | ---- | ------------ | ----------------------------- |
| 20  | FW   | アルゼンチン | ホアキン・コレア (インテル)() |

out
注：選手の国籍表記はFIFAの定めた代表資格ルールに基づく。
| No. | Pos. |          | 選手名                                      |
| --- | ---- | -------- | ------------------------------------------- |
| --  | DF   | スペイン | ポル・リロラ (フロジノーネ)                 |
| --  | DF   | フランス | ジョルダン・アマヴィ (スタッド・ブレスト)() |
| --  | MF   | フランス | マテオ・ゲンドゥージ (ラツィオ)()           |

| No. | Pos. |                | 選手名                                            |
| --- | ---- | -------------- | ------------------------------------------------- |
| --  | MF   | ウクライナ     | ルスラン・マリノフスキー (ジェノア)               |
| --  | FW   | アメリカ合衆国 | コンラッド・デ・ラ・フエンテ (エイバル)()         |
| --  | FW   | フランス       | サリム・ベン・セギル (ヌーシャテル・ザマックス)() |

## 歴代監督
- ピーター・ファーマー 1923-1924
- ビクター・ギブソン 1925-1929
- チャーリー・ベル 1932-1933
- ヴィンツェンツ・ディートリッヒ 1933-1935
- エイセンホッフェル・ヨージェフ 1935-1938, 1939-1941
- コフト・ヴィルモシュ 1938
- アンドレ・ガスカール 1938-1939, 1941-1942
- ポール・セツ 1942
- アンドレ・ブラン 1942-1943
- ローラン・アンリ 1943-1944
- ジョゼフ・ゴンサレス 1943, 1944
- ポール・ワルテル 1944-1946
- ジュール・デバケス 1946-1947
- ジュゼッペ・ジリッツィ 1947-1949, 1958
- オーギュスト・ジョルダン 1949-1950
- アンリ・ルスラー 1950-1954
- ロジェール・ロリオン 1954-1956
- ジャン・ロビン 1956-1958, 1963-1964
- ルイス・マウレール 1958-1959
- リュシアン・トルペル 1959-1962
- オットー・グロリア 1962
- アルマン・ペンヴェルヌ 1962
- ルイス・ミロ 1962
- ロベール・ドメルグ 1966-1968
- ジャン・ジョルカエフ 1968
- リュシアン・ルデュク 1970-1972
- クルト・リンダー 1972-1973
- マリオ・ザテッリ 1964-1966, 1968-1970, 1972, 1973-1974
- ジョゼフ・ボネル 1973
- フェルナンド・リエラ 1973-1974
- ホセ・アリバス 1976-1977
- イヴァン・マルコヴィッチ 1977-1978
- ジュレ・ズヴンカ 1974-1976, 1978-1980
- ジャン・ロビン 1980
- アルベール・バトー 1980-1981
- ピエール・カユザック 1984-1985
- ジャルコ・オラレヴィッチ 1985-1986
- ジェラール・バニデ 1986-1988
- ジェラール・ジリ 1988-1990, 1994, 1995-1997
- フランツ・ベッケンバウアー 1990
- レイモン・ゲタルス 1991-1992, 1992-1993
- トミスラフ・イヴィッチ 1991
- ジャン・フェルナンデス 1992, 2005-2006
- マルク・ブリエ 1993-1994
- アンリ・スタンブリ 1994-1995
- ローラン・クルビ 1997-1999
- ベルナール・カソーニ 1999-2000
- アベウ・ブラガ 2000
- クリストフ・ガルティエ 2000
- ハビエル・クレメンテ 2000-2001
- トミスラフ・イヴィッチ 2001
- ジョゼ・アニゴ 2001, 2004, 2013-2014
- ヨシップ・スコブラル、 マルク・レヴィ 2001
- アルベール・エモン 2001-2002, 2004, 2006-2007
- アラン・ペラン 2002-2004
- フィリップ・トルシエ 2004-2005
- エリック・ゲレツ 2007-2009
- ディディエ・デシャン 2009-2012
- エリ・ボー 2012-2013
- マルセロ・ビエルサ 2014-2015
- ミチェル 2015-2016
- フランク・パッシ 2016
- リュディ・ガルシア 2016-2019
- アンドレ・ビラス・ボアス 2019-2021
- ホルヘ・サンパオリ 2021-2022
- イゴール・トゥドール 2022-2023
- マルセリーノ 2023
- ジャック・アバルドナド 2023
- ジェンナーロ・ガットゥーゾ 2023-2024
- ジャン＝ルイ・ガセ 2024
- ロベルト・デ・ゼルビ 2024-

## 歴代所属選手

### GK
- パスカル・オルメタ (1990-93)
- ファビアン・バルテズ (1992-95, 2003-06)
- アンドレアス・ケプケ (1996-98)
- ヴェドラン・ルニェ (2001-04)
- ライス・エンボリ (2003-05)
- スティーヴ・マンダンダ (2007-08, 2008-16, 2017-22)

### DF
- ジャン・ジョルカエフ (1966-70)
- エリック・ディ・メコ (1980-94)
- カールハインツ・フェルスター (1986-90)
- イヴォン・ル・ルー (1987-1989)
- カルロス・モーゼル (1989-92)
- アラン・ロシュ (1989-90)
- マニュエル・アモロス (1989-93, 1995-96)
- バジール・ボリ (1990-94)
- ジョスリン・アングロマ (1991-94)
- マルセル・デサイー (1992-93)
- ローラン・ブラン (1997-99)
- ウィリアム・ギャラス (1997-01)
- エドゥアルド・ベリッソ (1999-00)
- ブリュノ・ヌゴッティ (2000-01)
- アブドゥライエ・メイテ (2000-06)
- フランク・ルブーフ (2001-03)

- ジョゼフ・ヨボ (2001-03)
- ダニエル・ファン・ブイテン (2001-04)
- ハビブ・ベイェ (2003-07)
- ビセンテ・リザラズ (2004)
- タイエ・タイウォ (2005-11)
- ボシュティアン・ツェサル (2005-09)
- ガブリエル・エインセ (2009-11)
- スレイマン・ディアワラ (2009-14)
- ロッド・ファンニ (2011-15)
- セサル・アスピリクエタ (2010-12)
- マウリシオ・イスラ (2015-16)
- ニコラ・ヌクル (2011-16)
- 酒井宏樹 (2016-2021)
- アイメン・アブデヌール (2017-19)
- 長友佑都 (2020-21)

### MF
- ジョルジュ・ベレタ (1974-78)
- アラン・ジレス (1986-88)
- クラウス・アロフス (1987-89)
- アベディ・ペレ (1987-88, 1990-93)
- ベルナール・カゾニ (1990-96)
- エンソ・フランチェスコリ (1989-90)
- フランク・ソゼー (1988-90, 1991-93)
- ディディエ・デシャン (1989-94)
- ドラガン・ストイコビッチ (1990-94)
- トレヴァー・スティーヴン (1991-92)
- ジャン＝フィリップ・デュラン (1991-97)
- ジャン＝マルク・フェレリ (1992-93, 1994-96)
- アラン・ボゴシアン (1993-94)
- ルイ・バロス (1993-94)
- ヨルダン・レチコフ (1996-97)
- クロード・マケレレ (1997-98)
- ダニエル・ブラヴォ (1998-99)
- ロベール・ピレス (1998-00)
- イバン・デ・ラ・ペーニャ (1999-00)
- クラス・インゲソン (2000-01)
- サロモン・オレンベ (2001-02 2002-07)

- フランク・リベリー (2002-03, 2005-07)
- サミル・ナスリ (2004-08)
- ロリック・カナ (2005-09)
- 中田浩二 (2005-06)
- マテュー・ヴァルビュエナ (2006-14)
- モデスト・エムバミ (2006-09)
- ボウデヴィン・ゼンデン (2007-09)
- カリム・ジアニ (2007-09)
- カンガ・アカレ (2008)
- シャルル・カボレ (2008-13)
- ルイス・ゴンザレス (2009-12)
- ステファーヌ・エムビア (2009-12)
- アルー・ディアッラ (2011-12)
- ディミトリ・パイェ (2013-15, 2017-23)

### FW
- ディディエ・シクス (1978-80)
- ジャン＝ピエール・パパン (1986-92)
- クリス・ワドル (1989-92)
- エリック・カントナ (1988-91)
- ルディ・フェラー (1992-94)
- アレン・ボクシッチ (1992-93)
- パウロ・フットレ (1993)
- ファブリツィオ・ラバネッリ (1998-00)
- クリストフ・デュガリー (1998-00)
- ジョージ・ウェア (2000-01)
- フェルナンド・モリエンテス (2009-10)
- イブラヒマ・バカヨコ (1999-03)
- ドミートリー・シチョフ (2002-03)

- ディディエ・ドログバ (2003-04)
- ママドゥ・ニアン (2005-10)
- ジブリル・シセ (2006-07, 2007-2009)
- ミド (2003-04)
- アンドレ＝ピエール・ジニャック (2010-15)
- ロイク・レミ (2010-13)
- ハテム・ベン・アルファ (2008-10)
- アンドレ・アイェウ (2007-15)
- ジョルダン・アイェウ (2009-14)
- ミシー・バチュアイ (2014-16)
- アルカディウシュ・ミリク (2021-)